# Maite García
Maite García de la Montaña (Navalmoral de la Mata, Cáceres, 8 de abril de 1988) es una exfutbolista española que jugaba como ala en la Primera RFEF de España y en la Serie A de Italia.

## Trayectoria

### Inicios y estancia en Álava
Comienza a jugar al futsal con 9 años en el Neumáticos Navalmoral FS disputando la Liga Intercomarcal. Tras tres temporadas en el conjunto moralo, se muda junto a sus tíos a Vitoria. Su prematuridad llama la atención de la ADC Abetxuko, quien se hace con sus servicios, jugando durante cinco temporadas en la Primera División Alavesa de Futsal. En 2005 ficha por el CD Viajes Bidasoa FS, da el salto a la Liga Vasca y tras dos duras campañas desciende a la Primera Alavesa. Finalizaría su estancia allí proclamándose campeona de liga, tras ganar en la última jornada al UPV Campus de Álava AD por dos a cero. De igual forma se alzaría con el título de la copa provincial.

### FSF Diamante Rioja
La gran temporada de la jugadora morala provocaría su fichaje por el FSF Diamante Rioja. Debutaría en Primera División el 21 de septiembre de 2008 en el Pabellón Pilar Fernández Valderrama frente al Valladolid FSF, con el resultado de dos a uno para las pucelanas. Cabe destacar que el único gol del equipo riojano fue obra de Maite. De esta forma se convertiría en la primera futbolista de la comarca del Campo Arañuelo en jugar en la máxima categoría del futsal.
Finalizarían la campaña liguera con un brillante quinto puesto, destacando su participación en la Copa de la Reina tras caer derrotadas en semifinales ante el FSF UCAM Murcia por cuatro a dos. Consolidada en la primera plantilla del equipo logroñés, rubricó un gran año, mejorando el anterior al acabar la liga cuartas. En cuanto a la competición copera, quedaron eliminadas en cuartos de final por el Deportivo Córdoba FS por cuatro goles a dos, siendo estos anotados por la futbolista extremeña. La 2010/2011 fue la temporada en la eclosionó todo su talento. Terminada la liga en sexta posición, el 5 de junio de 2011 consiguieron disputar la final de la Copa de la Reina ante el FSF Móstoles, siendo derrotadas por dos goles a cuatro en el Pabellón Vista Alegre de Burela. Este sería su último partido vistiendo la camiseta del equipo riojano.

### CD Burela FS
El 24 de agosto el CD Burela FS oficializaría el fichaje de Maite. La primera temporada en el conjunto gallego fue notable, puesto que consiguieron un magnífico tercer puesto en liga y llegaron a semifinales de copa, quedando eliminadas por el Futsi Navalcarnero. Lo mejor estaría por llegar, ya que en su segunda campaña logró, junto a sus compañeras, levantar el trofeo de campeonas de Primera División, así como el de campeonas de la Copa de la Reina. Tras firmar un sobresaliente curso en el que lideraron la liga de principio a fin, pusieron la guinda al pastel en el Pabellón de Deportes La Casilla de Bilbao, donde vencieron al Futsi Navalcarnero por seis goles a uno en la final copera, logrando un histórico doblete nacional.
Comenzaron la temporada siguiente perdiendo la Supercopa de España por cinco a tres frente a su ya máximo rival, el Futsi Navalcarnero, quienes además las privaron de revalidar los títulos conseguidos en la campaña anterior durante los dos años siguientes. El 12 de septiembre de 2015 se tomaron la revancha y lograron levantar, por primera vez, el trofeo de la Supercopa de España. Cabe destacar que tanto en 2014, como en 2015, consiguieron levantar la Copa Gallega, tras vencer en sendas ocasiones al Ourense CF.
En junio de 2016 se proclamarían, por segunda vez, campeonas de Primera División, tras disputarsela mano a mano con sus archienemigas, las cuales unos días después saldrían victoriosas, de nuevo, de la final de Copa de la Reina. Maite sería reconocida como Mejor Deportista Morala de 2016 en la Gala del Deporte de Navalmoral de la Mata.

### Periplo por Italia
En el verano de 2016, la gran capitana del CD Burela FS dejaría el club de su vida, para fichar por el Ternana Calcio de la Serie A. Tras un inicio convulso, consiguió adaptarse a la máxima competición italiana, y los resultados fueron in crescendo. Finalizarían la primera fase del campeonato liguero en tercera posición, clasificándose de esta forma a la segunda fase, en la cual ocuparon el primer puesto, para por último disputar los play-offs del Scudetto, siendo vencidas en la final del mismo por el ASD Olimpus Roma en el tercer partido de desempate. En cuanto al campeonato copero, fueron eliminadas en cuartos de final por el Città di Montesilvano Calcio a 5 tras el lanzamiento de penaltis. Fueron trece los goles que hizo Maite con la camiseta del conjunto ternani.
En los últimos días del mercado, el Pescara C5 se hace con los servicios de la jugadora morala. Los problemas económicos que arrastraba el club provocó que fichara por el ASD Olimpus Roma en diciembre de 2017. Finalizada la primera fase de la liga en primera posición, jugaron los play-offs, cayendo derrotadas en semifinales ante el Kick Off C5. El 26 de marzo de 2018 en Drachten (Holanda), la jugadora morala debutaría en la UEFA Futsal Champions League frente al holandés VV Drachtster Boys, con una contundente victoria de cinco a cero. Dos días después, en el mismo escenario, caerían derrotadas ante el SL Benfica, tres a siete. Finalizada la fase de grupos en segundo lugar, disputaron el tercer y cuarto puesto ante el Mospolytech de Moscú (Rusia), al que vencieron cinco a dos, proclamándose de esta forma terceras de Europa.
En 2018 firma por el ASD Salinis. Después de conseguir el primer puesto en la primera fase del campeonato, lograrían alzarse campeonas del Scudetto, tras realizar unos estupendos play-offs, en los que Maite marcaría tres goles, dos en semifinales ante su ex-equipo, el Ternana Calcio, y uno en la final ante el Città di Montesilvano Calcio a 5. El 25 de septiembre de 2019 perderían la Supercopa ante el Kick Off C5, por tres a cinco. Debido a la COVID-19, el campeonato liguero se suspendió el 1 de marzo, cuando el equipo de la jugadora morala se situaba en segunda posición tras el FC Real Statte. Además no se celebró la UEFA Futsal Champions League para la que estaban clasificadas y que hubiera tenido lugar en Antequera a mediados de abril.
Tras un periodo de inactividad en España, el 12 de febrero de 2021 ficharía por el CF Pelletterie C5 ASD. Disputó los últimos seis partidos de liga, y no conoció la victoria, lo que supuso el descenso a la Serie A2 después de perder el play-out ante el Rovigo Orange.

### Vuelta España y regreso a Italia
El 18 de agosto de 2021 se anunciaba la vuelta a España de Maite García. Tras cinco años en Italia, la jugadora extremeña fichaba por la ADS Zaragoza FS de Primera División. Comenzaron la pretemporada ganando el IV Trofeo Ciudad de Zaragoza al UDC Txantrea KKE. Del mismo modo consiguieron alzarse campeonas del Trofeo Nuestra Señora del Pilar ante el FSF César Augusta. En lo que a la liga se refiere, finalizaron la misma en decimotercera posición, sólo tres puntos por encima de los puestos de descenso. En Copa de la Reina fueron eliminadas en cuartos de final por el, ya conocido para Maite, Futsi Navalcarnero. Cabe hacer mención al emotivo partido que disputó el 30 de octubre, frente a su CD Burela FS, quien la hizo un bonito homenaje.
En 2022 la morala volvería a Italia. Firmaría por el Kick Off C5 de la Serie A, con el que conseguiría quedar quinta en la primera fase del campeonato, perdiendo la eliminatoria de cuartos de final de los play-offs ante el ASD TikiTaka Planet Francavilla. En cuanto a la Copa, lograron llegar a la final donde fueron derrotadas por el Bitonto C5.

## Clubes
| Club                  | País   | Temporada   |
| --------------------- | ------ | ----------- |
| ADC Abetxuko          | España | 2000 - 2005 |
| CD Viajes Bidasoa FS  | España | 2005 - 2008 |
| FSF Diamante Rioja    | España | 2008 - 2011 |
| CD Burela FS          | España | 2011 - 2016 |
| Ternana Calcio        | Italia | 2016 - 2017 |
| Pescara C5            | Italia | 2017 - 2018 |
| ASD Olimpus Roma      | Italia | 2017 - 2018 |
| ASD Salinis           | Italia | 2018 - 2020 |
| CF Pelletterie C5 ASD | Italia | 2020 - 2021 |
| ADS Zaragoza FS       | España | 2021 - 2022 |
| Kick Off C5           | Italia | 2022 - 2023 |

## Palmarés

### Títulos
| Título                    | Club                 | País   | Año  |
| ------------------------- | -------------------- | ------ | ---- |
| Primera División Alavesa  | CD Viajes Bidasoa FS | España | 2008 |
| Copa Alavesa              | CD Viajes Bidasoa FS | España | 2008 |
| Primera División Española | CD Burela FS         | España | 2013 |
| Copa de SM La Reina       | CD Burela FS         | España | 2013 |
| Copa Gallega              | CD Burela FS         | España | 2014 |
| Copa Gallega              | CD Burela FS         | España | 2015 |
| Supercopa Española        | CD Burela FS         | España | 2015 |
| Primera División Española | CD Burela FS         | España | 2016 |
| Serie A Italiana          | ASD Salinis          | Italia | 2019 |

### Distinciones individuales
| Distinción                                                       | Año  |
| ---------------------------------------------------------------- | ---- |
| Mejor Deportista en la Gala del Deporte de Navalmoral de la Mata | 2016 |